# Claudia Souza
Claudia Carvalho Mota de Souza est une ancienne joueuse brésilienne de volley-ball née le 2 avril 1982 à Brasilia. Elle mesure 1,84 m et jouait au poste de centrale. 

## Clubs
| Club                       | De        | À         |
| -------------------------- | --------- | --------- |
| Força Olímpica             | 1999-2000 | 1999-2000 |
| Vasco da Gama              | 2000-2001 | 2000-2001 |
| Rio de Janeiro Volêi Clube | 2001-2002 | 2003-2004 |
| EC Pinheiros               | 2004-2005 | 2004-2005 |
| Minas Tênis Clube          | 2005-2006 | 2005-2006 |
| AD Brusque                 | 2006-2007 | 2006-2007 |
| CV J.A.V. Olímpico         | 2007-2008 | 2007-2008 |
| CS Madeira                 | 2008-2009 | 2008-2009 |
| AD Brusque                 | 2009-2010 | 2009-2010 |
| Rio do Sul                 | 2010-2011 | 2012-2013 |

## Palmarès

### Équipe nationale
- Championnat du monde des moins de 18 ans
  - Finaliste : 1999.
- Championnat d'Amérique du Sud  des moins de 20 ans
  - Vainqueur : 2000.
- Championnat du monde des moins de 20 ans
  - Vainqueur : 2001.

### Clubs
- Championnat du Brésil
  - Finaliste : 2001.